# Choi Seok-jeong
En aquest nom coreà, el cognom és Choi.
Choi Seok-jeong (coreà: 최석정)  (Chopyeong-myeon, 1646 - Chopyeong-myeon, 1715) va ser un polític i matemàtic coreà durant els temps de les invasions manxús de la dinastia Joseon.

## Vida i obra
Choi va néixer en una família d'intel·lectuals, diplomàtics i polítics de la dinastia Joseon, però uns anys bans de néixer la península coreana va ser envaïda pels manxús xinesos de la dinastia Qing i tota la vida de Choi va transcórrer en un estat d'intervenció de l'imperi xinès sobre el governants Joseon, tot i que la intervenció es va anar afeblint amb el temps. Choi va ser un nen prodigi amb nou anys va aprovar l'examen jinshi (una  mena de batxillerat) i el 1671 va ingressar en el servei civil en aprovar els exàmens corresponents.
Amb Yun Jeung i Nam Gu-man va liderar el partit polític Soron basant-se en una nova idea d'equitat i diversitat per establir una societat de confiança, en contra de les debilitats de la ideologia tradicional Chuzu.
Va exercir diferents alts càrrecs en la burocràcia coreana, motiu pel qual va ser criticat com traïdor, i entre 1701 i 1710 va ser varies vegades Yeonguijeong (càrrec similar a primer ministre) del govern de la dinastia. Després de retirar-se, va anar a viure al peu de la muntanya Sorae-san.

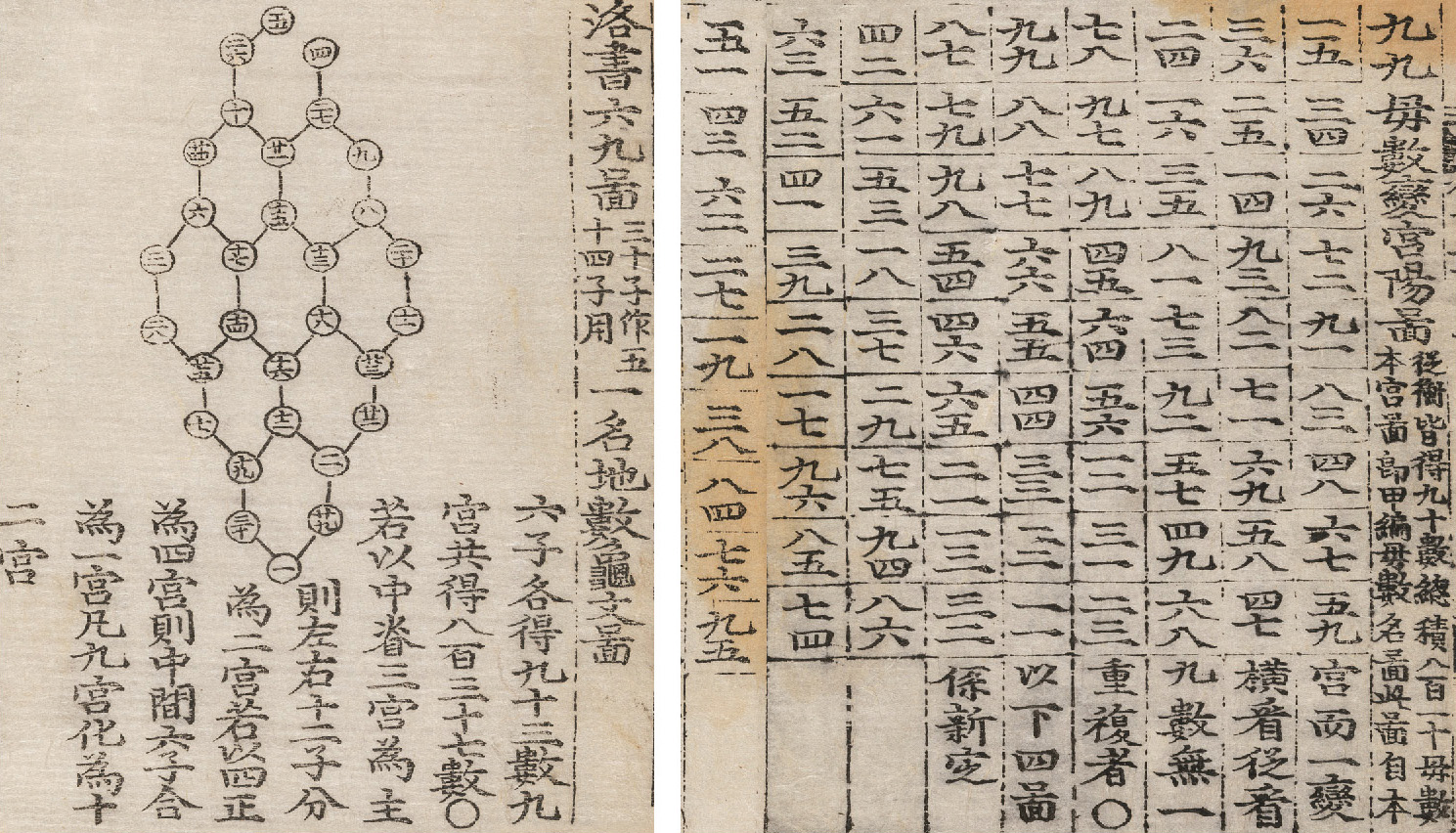
Dues pàgines del Gusuryak amb el problema de la tortuga hexagonal.

Entorn de l'any 1700 va escriure una monografia sobre matemàtiques titulada 구수략, Gusuryak (Vella estrategia). En aquest llibre va fer aportacions notables com:
- Una introducció al càlcul amb àbac[8]
- Plantejar i resoldre el problema hexagonal de la tortuga, que consisteix en assignar els nombres {\displaystyle 1} a {\displaystyle n} als vèrtexs d'un graf de {\displaystyle n} vèrtexs que consisteix en una sèrie hexagons juxtaposats, de tal forma que la suma dels vèrtexs de cada hexàgon sigui sempre la mateixa quantitat.[9]
- Estudiar els quadrats llatins[10] i utilitzar els quadrats llatins ortogonals per a la construcció de quadrats màgics.[11] En aquest àmbit el seu treball va ser pioner, tot i que poc conegut, ja que les primeres descripcions de quadrats llatins van ser fetes per Jacques Ozanam i els estudis més complerts per Leonard Euler[12] setanta anys més tard. Choi va veure fins i tot que no podia construir el quadrat llatí ortogonal d'ordre {\displaystyle n=10}, tal com Euler va conjecturar setanta anys més tard: que no es podien construir quadrats llatins ortogonals d'ordre {\displaystyle n\equiv 2(mod4)}.[13]